# 紋胸新箭齒雀鯛
紋胸新箭齒雀鯛（学名：Neoglyphidodon thoracotaeniatus），又稱胸带豆娘魚，為輻鰭魚綱雀鯛科的其中一種。该物种主要分布于中西太平洋區，包括澳洲、印度尼西亚、菲律宾、台湾岛、越南以及南海诸岛等，本魚在稚魚時體後半部深褐色，並具有一個鑲藍邊的眼狀斑靠近背鰭基部，眼睛下方及額頭各有一藍色條紋，有一個白色區域從眼睛延伸到底部的胸鰭。它們的前面有3條垂直黃色橫帶，在大的成魚上，在頭部上的橫帶變成褐色，體色前半部鐵灰色，後半部深藍黑色，體長可達13.5公分。棲息在外海的珊瑚礁坡，成小群活動，以浮游生物為食，可作為觀賞魚。